# Sodíkovo-sírový akumulátor
Sodíkovo-sírový akumulátor (zkracováno NaS) je akumulátor, kde je anodou čistý sodík a katodou síra, obojí v tekuté formě. Elektrolyt má podobu membrány z oxidu hlinitého.

## Výhody
Systém Na-S (případně Na-Ni-CI) má čtyřnásobně vyšší hustotu energie než olověný akumulátor.

## Chemická reakce
{\displaystyle \mathrm {2\ Na\ +\ 3\ S\ \rightleftharpoons \ Na_{2}S_{3}} }